# Přeslička pobřežní
Přeslička pobřežní (Equisetum × littorale) je rostlina z oddělení přesličky, jehož jediným recentním rodem je rod přeslička v širším pojetí (Equisetum s.l.). Je to kříženec mezi přesličkou rolní (Equisetum arvense) a přesličkou poříční (Equisetum fluviatile).

## Popis
Přeslička pobřežní je vytrvalá výtrusná bylina, vysoká nejčastěji 30–80 cm, vyrůstající z článkovitého oddenku. Jako u většiny kříženců nese přeslička pobřežní zpravidla znaky obou rodičů. Větví se obvykle jen ve střední části, centrální dutina stonku zaujímá asi 1/6–1/3 průměru lodyhy. Rostliny jsou zpravidla jen sterilní, výtrusnicový klas se vytváří pouze vzácně, výtrusy jsou zakrnělé a haptery chybí.

## Stanoviště
V ČR roste na podobných lokalitách jako přeslička poříční, vždy nacházená společně s tímto rodičem.

## Areál rozšíření
Roste v Evropě, Asii a v Severní Americe.

## Výskyt v Česku
V ČR nalézána pouze ojediněle. Může však být přehlížena. Naopak v minulosti byl tento kříženec občas zaměňován s extrémními formami rodičů.